# 건블레이드 (특촬물)
《건블레이드》는 파워레인저 시리즈에서 액션 감독을 맡았던 사카모토 코이치의 주도하에 주축이 되어 만들어졌던 대한민국의 특촬물이다. 기획 중 무산되었다.

## 건블레이드의 줄거리와 개요
대한민국에서는 《지구용사 벡터맨》, 《수호전사 맥스맨》, 《환경전사 젠타포스》, 《환경수비대 와일드포스》, 《이레자이온》 등을 이을 특촬물이였으며 일본의 파워레인저란 전대물을 주로 제작에 맡았던 사카모토 코이치 감독이 자신의 고국인 일본이 아닌 대한민국을 배경으로 하는 대한민국 특촬물이기에 정말 세간의 인기를 끌었다. 총 50화로 제작하려했으며 이중에 20화는 완성단계에 있었던 작품이다. 작품의 배경은 고대의 파괴종족인 고식을 부활시켜 인류를 위협하고 파멸시키려는 덱스터 박사와 그의 슈퍼컴퓨터인 '올림푸스'의 계획을 막고 지구를 구한다는 건블레이드의 내용이 있었다. 2015년 1월에 촬영을 시작한다는 문구가 있었고 2015년 1월 6일에 촬영이 시작된다는 페이스북의 문구도 있었다. 방영을 했다면 KBS에서 방영하려고 했었고 2015년 10월에서 2016년 상반기까지 촬영기간으로 적혀있었다. 하지만 현재 공식 페이스북이 폭파되고 사카모토 코이치 감독의 명함에 있던 사이트 링크도 폭파되면서 결국엔 제작이 중단되고 말았다.

## 제작 일정
- 2015년 1월 6일-데모 트레일러 공개
- 2015년 10월~2016년 상반기:제작과 촬영시작
- 2016년 ~ 현재 제작 중단